# Кинделинский сельсовет
Кинделинский сельсовет — сельское поселение в Ташлинском районе Оренбургской области Российской Федерации.
Административный центр — село Кинделя.

## История
Статус и границы сельского поселения установлены Законом Оренбургской области от 2 сентября 2004 года № 1424/211-III-ОЗ «О наделении муниципальных образований Оренбургской области статусом муниципального района, городского округа, городского поселения, установлении и изменении границ муниципальных образований».

## Население
| 2010  | 2012  | 2013  | 2014  | 2015  | 2016  | 2017  |
| ----- | ----- | ----- | ----- | ----- | ----- | ----- |
| 1483  | ↘1463 | →1463 | ↘1442 | ↘1400 | ↘1375 | ↘1319 |
| 2018  | 2019  | 2020  | 2021  |       |       |       |
| ↘1305 | ↘1277 | ↘1260 | ↘1250 |       |       |       |

## Состав сельского поселения
| № | Населённый пункт | Тип населённого пункта       | Население |
| - | ---------------- | ---------------------------- | --------- |
| 1 | Кинделя          | село, административный центр | ↘1250     |